# Шартрьо
Шартрьо̀ (на френски: Chartreux; на немски: Kartäuser), наричана още картезианска котка или картеузер е порода котки с къса козина, създадена във Франция.

## История
Предците на шартрьо произхождат от страните в Близкия изток (Сирия, Иран, Анадола), където тяхната гъста, кадифена козина ги е предпазвала от тежките климатични условия. По време на кръстоносните походи са пренесени във Франция. През 16 век такива котки били отглеждани от монасите от картезинския орден (в манастира Гранд Шартрьоз). Около 1550 поетът Жоашен дю Беле посвещава на картезианската си котка Бело следната строфа:
Котката на Шарл дьо Гол била от тази порода. Породата е призната през 1939 г. В наше време понякога се бърка с корат и руската синя котка.

## Външен вид
Първите екземпляри на шартрьо били със зелени очи. Чак през 20 век тази порода придобила прословутите си медножълти очи. Телосложението е плътно и здраво. Мъжките екземпляри достигат маса 6 – 7 кг, а женските 4 – 5 кг. Козината е със сини оттенъци може оттенъци на синьо, възможни са и сиво-сини тонове със светли нюанси. Носът и краищата на лапите имат такъв оттенък, а често и кожата е леко синкава. Котетата се раждат със сини очи, чийто ирис с времето преминава в сив цвят, докато придобият окончателния медножълт цвят.

## Породен стандарт
| Стандарт на FIFe | Стандарт на FIFe | Стандарт на FIFe |
| ---------------- | --- | ---------------- |
| Тяло             | Средна дължина, едро, масивно, гъвкаво с широка гръд, къси, мускулести крака, които въпреки това изглеждат фини в сравнение с цялостната конструкция на тялото. Кръгли и силни лапи. Не много дълга опашка, силна, извита нагоре.                                                                        |                  |
| Глава            | Кръгъл череп, вдаващ се под брадата, дебели бузи, къса трапецовидна муцуна с характерно „усмихнато“ изражение. Носът е къс и широк. Ушите са средно високи, високо поставени на черепа. |                  |
| Козина           | Блестяща, копринено мека и пухкава. Цветът е равномерен независимо, че в ранна възраст е възможно окраската да има петна – в зряла възраст при истинската порода те трябва да са изчезнали. Подкосъмът е изключително гъст и по структурата си наподобява вълна, което практически я прави непромокаема. |                  |
| Характер         | Спокоен и независим. Отличен ловец, спокойно живее вкъщи. Рядко мяука. |                  |